# 大隆镇
大隆镇，是中华人民共和国广西壮族自治区梧州市岑溪市下辖的一个乡镇级行政单位。

## 行政区划
大隆镇下辖以下地区：
西宁社区、六各村、车滩村、合和村、南和村、河口村、石脚村、湴河村、白碟村、义修村、旺坡村、大峡村、那蓬村、福隆村和均昌村。